# Tambar
Tambar (ros. Тамбар) – wieś (sieło) w Rosji, w obwodzie kemerowskim, w rejonie tisulskim. W 2021 liczyła 868 mieszkańców.